# Tetracnemus simillimus
Tetracnemus simillimus är en stekelart som först beskrevs av Hoffer 1953.  Tetracnemus simillimus ingår i släktet Tetracnemus och familjen sköldlussteklar. Inga underarter finns listade i Catalogue of Life.